# Franz Karl Ludwig von Boos zu Waldeck und Montfort
Franz Karl Ludwig von Boos zu Waldeck und Montfort (* 1710; † 24. März 1776) war ein Adliger im Freiherrenstand, römisch-katholischer Geistlicher und hoher Würdenträger im Kurerzstift Trier. Er war u. a. Domdechant, Generalvikar und Statthalter des Kurfürsten.

## Leben

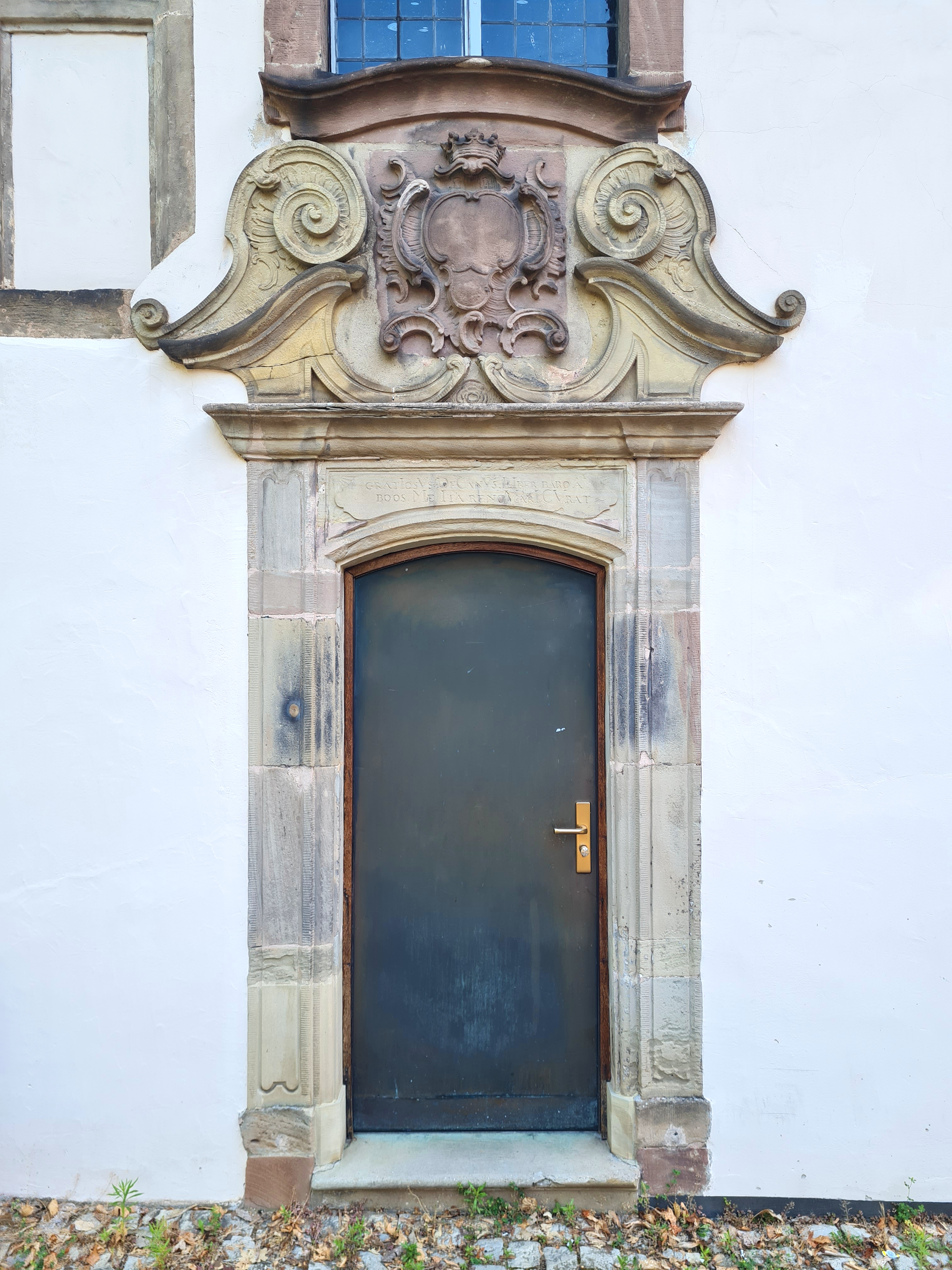
Rokoko-Portal der St.-Bantus-Kapelle in Trier. Im Türsturz das lateinische Chronogramm: GRATIOSVS DECANVS LIBER BARO A BOOS ME ITA RENOVARI CVRAT („Der gnädige Dechant Freiherr von Boos lässt mich so erneuern“; 1774)

Franz Karl Ludwig war ein Sohn Wilhelm Lothars von Boos zu Waldeck und dessen Frau Amalie Luise Sophie geb. Freiin von Hohenfeld. 1730 wurde er Zellar im Trierer Domkapitel, 1743 Vollmitglied des Kapitels und 1753 als Kantor Oberaufseher der Dommusik. Im selben Jahr ernannte ihn Kurfürst-Erzbischof Franz Georg von Schönborn zum Generalvikar für das Obererzstift und zum Präsidenten des Konsistoriums (Verwaltungsbehörde). 1755 wurde er Domdechant und kurfürst-erzbischöflicher Statthalter. Dieses Amt behielt er auch unter Johann Philipp von Walderdorff (reg. 1756–1768).
In seiner Amtszeit wurde der Südflügel des kurfürstlichen Stadtpalais im Rokokostil erneuert. Hauptresidenz blieb allerdings Schloss Philippsburg am Ehrenbreitstein. Er ließ auch das Seminarium Sancti Banti, die ehemalige St.-Bantus-Kurie, erneuern.
Für seine Ambitionen, selbst Kurfürst zu werden, fand er nicht die nötige Unterstützung.